# رم (مجموعه تلویزیونی)
رُم (به انگلیسی: Rome) نام یک درام تاریخی و انگلیسی ایتالیایی بود که به صورتِ یک سریال تولید شد. فصل اول این سریال، در ابتدا توسط HBO (یکی از بزرگترین شبکه‌های آمریکا، که خود حامی و نمایش دهندهٔ اصلی این سریال بود) در ایالات متحده آمریکا ۲۰۰۵ نمایش‌داده‌شد، سپس پخش این سریال توسط بی‌بی‌سی بین دوم نوامبر ۲۰۰۵ و چهارم ژانویهٔ ۲۰۰۶ صورت پذیرفت و سرانجام پخش آن در سومین کشور تولیدکنندهٔ آن، یعنی اسپانیا، و در شبکهٔ تلویزیونی مشهور HBO بین هفدهم مارس ۲۰۰۶ و ۲۸ آوریل ۲۰۰۶ به طول انجامید. همچنین پخشِ فصل دوم این سریال توسط HBO در ایتالیا از چهاردهم ژانویهٔ ۲۰۰۷ تا ۲۵ مارس ۲۰۰۷ ادامه یافته‌است.
سریال «رم» در واقع داستانِ «روم باستان»، در دوران‌گذار از جمهوری به امپراتوری را روایت می‌کند، داستانی که از تهاجم «ژولیوس سزار» به «سرزمین گل» (فرانسه امروزی) آغاز می‌شود و به مرگِ «مارک آنتونی» (یا همان مارکوس آنتونیوس و ظهور و شکل‌گیری اولین «امپراتور آگوستوس» ختم می‌گردد. این سریال با دنبال کردن زندگی دو شخصیت اصلی، یعنی دو سرباز رومی، یعنی «لوسیوس وُرنیوس» و «تایتیس پولو»، که زندگی آن‌ها با حوادث کلیدی داستان در هم تنیده‌است، به پیش می‌رود و شکل می‌گیرد.
این سریال موفقیت‌های فراوانی را در نظرسنجیهای مختلف برای HBO و بی‌بی‌سی به همراه داشت. رسانههای زیادی از همان آغاز پخش سریال «رُم» نسبت به نمایش آن توجّه خاصّ نشان دادند، و هر دو فصل این سریال، مفتخر به نامزدی جوایز متعدد و دریافت بسیاری از این جوایز افتخارآمیز شدند. در دسامبر ۲۰۰۸ یکی از تهیه‌کنندگانِ اصلیِ این سریال، یعنی «برونو هیلر» اظهار داشت که فیلمبرداری سریال «رم» در حال گسترش و توسعه‌است. این مجموعهٔ تلویزیونی در نقاط مختلفی فیلم‌برداری شده بود، اما مهمترین لوکیشن فیلمبرداری آن در شهرک سینمایی یا استودیوی «چینه چیتا» چینه‌چیتا واقع در ایتالیا بود.

## [۱]بررسی اجمالی داستان

ری استیونسون در نقش تایتوس پولو (چپ) و کوین مک کید در نقش لوسیوس ورنیوس (راست)، در صحنه‌ای از اپیزود فارسالوس

این سریال در درجه اول سرگذشتی تاریخی از زندگی و مرگِ "ثروت"، "قدرت" و "شکوه و جلال تاریخی" است، که البته بر روی زندگی‌ها، دارایی‌ها، خانواده‌ها و دوستان و آشنایانِ دو مردِ عادی تمرکز می‌کند:
لوسیوس ورنوس (Lucius Vorenus) و تایتوس پولو (Titus Pullo) دو سنتوریون (فرمانده گروهان) رومی بودند که نامشان توسط گایوس ژولیوس سزار (Gaius Julius Caesar) در کتاب مشهورش "خاطرات جنگ گالی" یا "شرح جنگ گالی" (Commentarii de Bello Gallico) ذکر شده است. سزار در کتاب پنجم، فصل ۴۴ این اثر، به تفصیل به ماجرای جالب و شجاعت این دو نفر در جریان محاصره اردوگاه زمستانی لژیون تحت فرمان کوئینتوس تولیوس سیسرون (برادر خطیب معروف) توسط قبیله نِروی (Nervii) در سال ۵۴ پیش از میلاد می‌پردازد. سزار از ورنوس و پولو به عنوان نمونه‌ای برجسته از شجاعت و رقابت سالم در میان سربازانش یاد می‌کند که حتی در اوج رقابت، در لحظه خطر به یاری یکدیگر می شتافتند و هر دو شایسته تقدیر بودند .
در این سریال افسانه‌سازی اطراف شخصیت این دو سرباز رومی به گونه‌ای مدیریت شده که این دو اغلب شاهد بروز بسیاری از وقایع تاریخی ارائه شده در سریال هستند.
فصل اول این سریال جنگ و درگیری شهری «ژولیوس سزار» در برابر جناح سنت گرای محافظه کار موجود در سنای روم، یا همان «اُپتیمات‌ها»(Optimates) در سال ۴۹ قبل از میلاد را به تصویر می‌کشد. تلاشهای بلندپروازانهٔ بعدی او برای مسلط ساختن یک پادشاهی مطلق بر رم، و قتل او، و همچنین وقایعی که در عرصهٔ فاصلهٔ زمانی میانِ پایان جنگِ «سزار» با لشکر گل (در سال ۵۲ پیش از میلاد یا سال ۷۰۱ تقویم یهودی) تا ترور خود او در تاریخ ۱۵ مارس سال ۴۴ پیش از میلاد (معروف به نیمهٔ ماه مارس) اتفاق می‌افتند، همگی در این سریال روایت می‌شوند. در مقابل این حوادث تکان دهندهٔ تاریخی، ما همچنین در این سریال، نخستین سالهای زندگی «اکتاویان» ِ جوان، را نیز می‌بینیم. این «اکتاویان» [که در فصل نخست سریال پسربچهٔ جوانی بیش نیست]، همان کسی است که در آینده تبدیل به اولین امپراتور روم، «آگوستوس» می‌گردد.
فصل دوم این سریال مهیّج تاریخی، به جنگ قدرت بین همان «اکتاویان» [که در این فصل سریال به مرد جوان و برومندی تبدیل شده‌است] با «مارک آنتونی» [یا همان مارکوس آنتونیوس برجسته‌ترین سردار سزار و مدعی اصلی جانشینی او] به دنبال ترور سزار، می‌پردازد. این فصل، به حوادث دوره‌ای از تاریخ روم باستان می‌پردازد که از مرگ سزار در سال ۴۴ قبل از میلاد آغاز می‌شود و تا پیروزی نهاییِ «اکتاویان» بر «مارک آنتونی» که در نبرد آکتیوم در سالِ ۳۱ قبل از میلا د رُخ داده‌است، ادامه می‌یابد.

## بازیگران
نوشتار اصلی: فهرست شخصیت‌های رم
- "کوین مک کید"Kevin McKidd به نقش" لوسیوس وُرینوس" Vorenus (فصل ۱ و ۲) -- به عنوان یک شخصیت ثابت قدم و سنت گرا، در قالب یک سرباز رومی [که فرماندهٔ جمعی دیگر از سربازان است] تصویر می‌شود، او فردی است که برای حفظ تعادل در اعتقادات شخصی خود، و همین‌طور برای انجام وظایفش در قبال فرماندهان مافوقش [به خصوص "مارک آنتونی" و شخص "ژولیوس سزار"]، و نیز برای رفع نیازهای خانواده و دوستانش تلاش و تقلّا می‌کند. مبنا و پایه‌ای که برای این شخصیت تاریخی، وجود دارد یک سرباز رومی به همین نام است، که از وی به‌طور خلاصه و گذرا در کتاب "سرگذشت ژولیوس سزار" اثر "بللو گالیکو"(Bello Gallico) یاد شده‌است.
- "ری استیونسون" به نقش "تایتوس پولو"Titus Pullo (فصل ۱ و ۲) -- یک شخصیت دوست داشتنی، شادمان، بی‌توجه به مقام، در قالب یک سرباز سادهٔ رومی با اخلاق و روحیاتی که بی شباهت به دزدان دریایی نیست!، ترسیم می‌شود. او اشتهایی سیری ناپذیر نسبت به لذّت طلبی دارد، و تا زمانی که نوعی شخصیتِ آرمانی و یکپارچه که در درون خودش مخفی شده‌است را کشف می‌کند، فاقد مسئولیت‌پذیری در اموری است که به او محوّل می‌شود. برای این شخصیت نیز یک پایه و مبنای تاریخی وجود دارد که از کتاب "سرگذشت ژولیوس سزار" نوشتهٔ: "بللو گالیکو" Bello Gallico گرفته شده‌است.
- "سیران هیندز" Ciarán Hinds به نقش ژولیوس سزار (حضور کامل درفصل اصلی ۱، و تکرار برخی از این صحنه‌ها در فصل ۲) این شخصیت یک همتای قوی، از زندگی حقیقی "سزار" را دربرمی گیرد که همچون خود او، بی پروا و بلند پرواز است. هدف و انگیزهٔ او، اغلب مبهم نگه داشته می‌شود تا بر پیچیدگی داستان افزوده شود و آزمونی برای سنجش میزان صداقت و وفاداری دیگر شخصیت‌ها باشد. او خودش را به عنوان یک اصلاح طلب معرفی می‌کند که طرفدار منافع و مصالح عموم مردم حتی طبقات پائین است گرچه خود او یک نجیب‌زاده به حساب می‌آید. او همچنین نسبت به دشمنانی که او و سپاهیانش را مورد ضرب و شتم و حمله قرار می‌دهند، مهربان است، طوری‌که واقعاً از مرگ این دشمنان مضطرب و افسرده می‌شود و نسبت به برقراری صلح و آشتی با آن‌ها تمایل دارد، در حالیکه اگر به جایی او فردی با کینه جویی بیشتر می‌بود، می‌توانست به سادگی آن‌ها را به قتل برساند.
- "کنت کرانهام" Kenneth Cranham، به نقش "پومپه‌ای ماگنوس" (فصل ۱) -- یک ژنرال افسانه‌ای، که روزهای شکوه و اوج اولیهٔ خود را سپری کرده‌است. او سعی می‌کند تا افتخاراتِ جوانی خویش را پس بگیرد و همچنین در تلاش است آنچه را که حقوق جمهوری رم می‌داند احقاق کند. "ژنیوس پومپیوس ماگنوس" واقعی در تاریخ یک ژنرال و سیاستمدار رومی است که به همان اندازهٔ "سزار" جاه طلب بود و هیچگونه ایمان مذهبی نداشت!، او در مخالفت با "سزار" مسیر متحد شدن با "اُپتیماتها" [سناتورهای سنّت گرا و محافظه کار سنای روم که در مقابل "ژولیوس سزار" قد علم کردند]، را برگزید و به حمایت از جمهوری سنّتی رُم پرداخت.[او تصمیم گرفت برای مقابله با "سزار" با "اُپتیماتهاً متحد شود و از جمهوری سنتی رُم پشتیبانی کند.]
- "پولی واکر"Polly Walker به نقش "اتیای جولی" (اتیا) Atia of the Julii (فصل ۱ و ۲) -- خواهرزادهٔ "ژولیوس سزار"، و مادر "اُکتاویان" Octavian (امپراتور آگوستوس بعدی) و "اُکتاویا" Octavia. او در این مجموعه به صورت زنی سرحال و بشّاش و فوق‌العاده فتنه گر و فرصت طلب و مداخله گر به تصویر کشیده شده‌است. ارتباطاتِ خانوادگی او و جذابیت‌های جنسی اش باعث تماس او با برخی از افراد قدرتمند در رم شده و از او چهره‌ای بسیار با نفوذ در جامعه روم ساخته‌است ."اتیا" Atia شخصیتی است که برپایهٔ بسیار ضعیف و سُستی از شکل تاریخیِ یک شخصیت واقعی به نام "اتیا بالبا کاسونیا" Atia Balba Caesonia بنا شده‌است. در مورد این شخصیت در تاریخ واقعی رُم جزئیاتِ کمی شناخته شده‌است. "جاناتان استامپ"Jonathan Stamp، مشاور در امور تاریخ رُم باستان، شکلِ تاریخی "کلودیا" Clodia را به عنوان مبنای اولیه برای شخصیت Atia قرار داده‌است.
- "جیمز پیورفوی" James Purefoy به نقش "مارک آنتونی" (فصل ۱ و ۲) -- ژنرال و سیاستمدار رومی و از حامیان نزدیکِ "ژولیوس سزار" در فصل ۱. در فصل ۲ او برای رسیدن به قدرت در جمهوری روم، در برابرِ "اُکتاوین" Octavian می‌جنگد و در نهایت ضمن شکست، جانش را نیز از دست می‌دهد.
- "توبیاس منزیس"Tobias Menzies به نقش "مارکوس ژونیوس بروتوس" Junius Brutus (فصل ۱ و ۲) -- این شخصیت به صورتِ مرد جوانی توصیف می‌شود که بر سر دوراهی انتخاب میانِ آنچه که او حقیقت می‌پندارد از یک سو و عشق و وفاداریش نسبت به مردی که همانند پدر او بوده‌است [یعنی سزار]، از سوی دیگر، مُردّد مانده‌است و تحتِ فشار قرار دارد. "مارکوس ژونیوس بروتوس" واقعی در تاریخ رُم، معروف‌ترین تروریستها، در واقعهٔ ترورِ "ژولیوس سزار" محسوب می‌شود، و یکی از شخصیت‌های کلیدی است که در جنگ‌های داخلی که به دنبالِ این ترور درگرفتند، صاحب نقش است.
- "لیندسی دانکن" Lindsay Duncan به نقش "سرویلیاًی "جونی" Servilia of the Junii (فصل ۱ و ۲) -- این زن، مادرِ "مارکوس جونیوس بروتوس" است، معشوقهٔ ژولیوس سزاری که با زن دیگری ازدواج کرده، به‌شمار می‌آید و دشمن خونی "اتیاًی "جولی" است. "سرویلیاً به صورت کدبانویِ رومیِ بافرهنگ و فرهیخته و چشم و گوش باز با زندگی ای شاهانه ترسیم می‌شود، که در تصمیم گیریهایش از قلبش پیروی می‌کند و در عشق [توسط سزار] به وی خیانت شده و او را تشنه برای انتقام ساخته‌است. او به آرامی تبدیل به موجود بی رحمی می‌شود، که همین بی رحمی عاقبت او را به نابودی می‌کشاند. "سرویلیا" Servilia نیز، بر اساس برداشتی مختصر از تاریخ واقعی و شخصیتِ تاریخیِ "سرویلیا کاپیونیس" Servilia Caepionis، که مادرِ "مارکوس ژونیوس بروتوس"، و عاشق معروف ژولیوس سزار بوده، شکل گرفته‌است.
- "ایندیرا وارما" Indira Varma به نقش "نایوبی" Niobe (حضور در فصل ۱ اصلی، در فصل۲ مروری بر حضور او در فصل ۱) -- او یک زنِ زیباست که در خدمتِ خانواده اش است. "نایوبی" زنی مغرور از طبقهٔ عوام است که از طایفهٔ بزرگی می‌آید. پس از ازدواج با "لوسیوس وُرینوس" و زائیدنِ دو دختر برای وی، هنگامی که "لوسیوس وُرینوس" [برای مدت طولانی حدود هشت سال] به جنگ می‌رود و از او خبری نمی‌شود، "نایوبی" به صورت یک مادر مجرد، عمل می‌کند!
- "مکث پیرکیز"Max Pirkis (فصل ۱ و اوایل ۲) و "سیمون وودز"Simon Woods (فصل ۲)، به نقش "گایوس اکتیوین" Gaius Octavian -- "اکتاوین" به صورت یک مرد جوانِ زیرک، تا حدودی سرد، با درکی درست از جهان، مردم، فلسفه و سیاست، ترسیم می‌شود. درکی که فراتر از سن ّ و سال اوست. مبنا و پایهٔ تاریخی برای این شخصیت، اوایل زندگی " آگوستوس" می‌باشد که اولین امپراتور روم بوده‌است.
- "نیکولاس وودسون" Nicholas Woodeson به نقش "پوسکا" Posca (فصل ۱ و ۲) -- بردهٔ "ژولیوس سزار"، که در عین حال، دوست و دستیارِ اردوگاهی او، و همچنین رازدارِ او، در اکثر مواردِ شخصی و حرفه‌ای محسوب می‌شود. او را به ندرت هم اعتبار با یک برده دریافت خواهید کرد، اما به نظر می‌رسد که بسیاری از راه حل‌های ساده‌تر و ظریفتر برای مشکلاتِ "سزار" در واقع از ذهنِ "پوسکاً سرچشمه گرفته‌است. در آغاز فصل دوّم "پوسکا"، بر طبق وصیتنامهٔ "سزار" آزاد شده‌است و دستمزد و مقرری هم دریافت می‌کند. او در قسمت‌های بعدی از فصل دوم، حمایت خود را پشتِ سرِ "مارک آنتونی" متمرکز می‌نماید، امّا بعدترها پناهندگی استراتژیکی به سمت "اکتاویان" پیدا می‌کند.
- "کری کاندون" Kerry Condon به نقش "اکتاویاًی "جولی" Octavia of the Julii (فصل ۱ و ۲) -- شخصیتی براساسِ کدبانوی رومی، "اکتاویا توریناًی کوچک (Octavia Thurina)، خواهرِ "آگوستوس"، امپراتور روم است که در یکی از قدرتمندترین خانواده‌های رُم به دنیا آمده‌است. "اکتاویاً تنها دختر و فرزند بزرگترِ "اتیای جولی"، خواهرزادهٔ "گایوس ژولیوس سزار" می‌باشد.
- "ریک واردن" Rick Warden، به نقشِ "کوئینتوس پومپه ای" Quintus Pompey (فصل ۱ و ۲) -- پسر پومپه‌ای. پایهٔ این شخصیت در تاریخ نامشخص است؛ یعنی هیچ اشارهٔ تاریخی به "کوئینتوس والریوس پومپه ای" Quintus Valerius Pompey، در تاریخ واقعی وجود ندارد، اما ممکن است این شخصیت برای نشان دادن هر دو پسر تاریخی پومپه‌ای، یعنی "سکستوس پومپیوس" 'sextus Pompeius و "ژنایوس پومپیوس" Gnaeus Pompeius.، ارائه شده باشد.
- "کارل جانسون"Karl Johnson به نقشِ "پورسیوس کاتو" Porcius Cato (فصل ۱) -- یک سنت گرا و محافظه کارِ افراطی، در برابر فروپاشی سیاسی و اجتماعی، و یک مدافعِ سرسخت جمهوری روم. "کاتو"ی واقعی در تاریخ (Cato the Younger) سخنور و نویسنده و سیاستمدار رومی بوده‌است.
- " دیوید بامبر" David Bamber به نقش "مارکوس تولیوس سیسرو"Marcus Tullius Cicero (فصل ۱ و ۲) -- یک سیاستمدارِ میانه‌رو و سکولار، که با تلاش برای نجات جمهوریِ  سنتی رُم از دستِ جاه طلبی‌های شخصیت‌های مختلف، به چالش کشیده شده‌است. "سیسرو"ی واقعی ((Cicero سیاستمدار، نویسنده و سخنران رومی است که در این ویکی فارسی با نام سیسرو ثبت شده‌است.
- "لی بُردمن" Lee Boardman به نقش "تایمون" Timon (فصل ۱ و ۲) -- یک رومیِ یهودی مذهب، که به صورت یک شمشیر به مُزد، به تصویر کشیده شده که برای "اتیاًی "جولی" از یک محافظ شخصی گرفته تا یک آدمکش حرفه‌ای، ایفای نقش می‌کند. شمشیر به مُزدی که البته بسیار مایل است که در ازای خدماتش به "اتیاً به جای سکّه، بدنِ او را دریافت کند!